# 前野育三
前野 育三（まえの いくぞう、1937年8月10日 - ）は、日本の法学者、弁護士。関西学院大学名誉教授。専門は、刑事法（刑法、刑事政策、少年法）。元民主主義科学者協会法律部会理事。法学修士。兵庫県出身。2016年、春の叙勲で瑞宝中綬章を受章。

## 学歴
- 1956年 兵庫県立姫路西高等学校卒業
- 1960年 京都大学法学部卒業
- 1965年 京都大学大学院法学研究科博士課程単位取得退学

## 職歴
- 1965年 明治大学法学部助手
- 1967年 静岡大学人文学部講師
- 1969年 静岡大学人文学部助教授
- 1971年 関西学院大学法学部助教授
- 1977年 関西学院大学法学部教授
- 2004年 弁護士登録
- 2006年 大阪経済法科大学法学部教授

## 著書

### 単著
- 『刑事政策論 改訂版』（法律文化社、1994年）
- 『日本の監獄と人権』（新日本出版社、1981年）
- 『刑事政策と治安政策』（法律文化社、1979年）
- 『刑事政策講義Ⅰ』（法律文化社、1972年）

### 共著
- 『法学的犯罪学　刑事政策のすすめ 改訂版』（法律文化社、2007年）
- 『刑事政策 二訂版』（青林書院新社、1987年）

### 共編著書
- 『新刑事政策』（日本評論社、1993年）
- 『現代刑法学原論 改訂版』（三省堂、1984年）